# Вписаний кут

Вписані кути, що спираються на спільну хорду дорівнюють половині центрального і тому рівні між собою. Суміжний вписаний кут дорівнює

Вписаний кут в планіметрії — це кут, вершина якого розташована на колі, а сторони кута — січні, тобто перетинають це коло.
Основні властивості вписаних кутів описані та обговорені в 20-22 пропозиціях третьої книги Евкліда «Начала».

## Властивості
- Теорема про вписаний кут

Вписаний кут дорівнює половині центрального кута, що спирається на ту ж дугу, і дорівнює половині дуги, на яку він спирається, або доповнює половину центрального кута до 180°.
- Наслідки:Через вершину трикутника проведена дотична до описаного кола

Через вершину трикутника проведена дотична до описаного кола

  - Вписані кути, що спираються на одну дугу, рівні.
  - Кут, що спирається на діаметр, — прямий.
    - Гіпотенуза прямокутного трикутника є діаметром описаного навколо нього кола.
- Кут між дотичною та хордою є граничним випадком вписаного кута і також дорівнює половині дуги, на яку спирається.
- Кут між двома хордами дорівнює півсумі дуг, розташованих між хордами.